# Daniel Juncadella
Daniel Juncadella Pérez-Sala (ur. 7 maja 1991 roku w Barcelonie) – hiszpański kierowca wyścigowy.

## Kariera

### Formuła BMW
Hiszpan karierę rozpoczął w roku 2004, od startów w kartingu. Po jej zakończeniu postanowił rozpocząć poważną karierę wyścigową, debiutując w 2007 roku w Formule Master Junior. Już w pierwszym roku startów walczył o tytuł, ostatecznie kończąc serię na 2. miejscu, z dorobkiem siedmiu zwycięstw. W tym samym sezonie dostał również szansę udziału w trzech rundach Niemieckiej Formuły BMW. Punkty w nich zdobyte pozwoliły zająć 23. miejsca w końcowej klasyfikacji.
W latach 2008–2009 był już etatowym kierowcą czołowej ekipy Eurointernational w Europejskiej Formule BMW, która powstała w wyniku połączenia niemieckiego i brytyjskiego cyklu. Dzięki równej i konsekwentnej jeździe w obu sezonach, w pierwszym podejściu zakończył ją na czwartej, natomiast w drugim na drugiej pozycji (stanął w niej łącznie dwanaście razy na podium, z czego trzykrotnie na najwyższym stopniu). Oprócz regularnego udziału w europejskim cyklu, Daniel wziął udział także w kilku wyścigach amerykańskiego odpowiednika tego serialu, z zespołem Euro Junior Team (rywalizację trzykrotnie ukończył na podium, z czego raz na pierwszym miejscu). Na koniec sezonu 2008 wziął udział również w Światowym Finale Formuły BMW. Ostatecznie zajął w nim 4. pozycję.

### Formuła 3
W roku 2010 awansował do Formuły 3 Euroseries, za sprawą włoskiej stajni Prema Powerteam. Już w pierwszej sesji kwalifikacyjnej (na niemieckim Hockenheimringu) okazał się najlepszy, natomiast w wyścigu dojechał na czwartej lokacie. W trakcie sezonu trzykrotnie stanął na podium, a ósme miejsce w klasyfikacji generalnej przypieczętował zwycięstwem, ponownie na Hockenheim. W tym samym sezonie Hiszpan wystartował także w pięciu rundach nowo utworzonej serii GP3. We francuskim zespole Tech 1 Racing trzykrotnie dojechał na punktowanej pozycji, stając na średnim stopniu podium w drugim wyścigu w Niemczech. Zdobyte punkty sklasyfikowały go na 14. miejscu.
W drugim roku współpracy z włoską ekipą Juncadella pięciokrotnie stanął na najwyższym stopniu podium oraz czterokrotnie startował z pole position. Ostatecznie rywalizację zakończył na 3. lokacie, ze stratą zaledwie pięciu punktów do Niemca Marco Wittmanna. Największym osiągnięciem było jednak zwycięstwo w Grand Prix Makau.
Sezon 2012 to u Daniela same mistrzowskie tytuły. W ostatnim sezonie Formuły 3 Euro Series po pięciu zwycięstwach w sezonie pokonał wszystkich rywali. Jeżdżąc z zespołem Prema Powerteam również we wznowionych Mistrzostwach Europejskiej Formuły 3 nie miał sobie równych. W tymże sezonie również wyścig Masters of Formula 3 padł jego łupem.

## Statystyki
| Sezon | Seria                          | Zespół                     | Wyścigi          | Zwycięstwo       | PP               | NO               | Podium           | Punkty           | Pozycja          |
| ----- | ------------------------------ | -------------------------- | ---------------- | ---------------- | ---------------- | ---------------- | ---------------- | ---------------- | ---------------- |
| 2007  | Formuła Master Junior          | Javier Juncadella          | 21               | 7                | 0                | 13               | 13               | 359              | 2                |
| 2007  | Niemiecka Formuła BMW          | AM-Holzer Rennsport        | 6                | 0                | 0                | 0                | 0                | 86               | 23               |
| 2008  | Europejska Formuła BMW         | EuroInternational          | 16               | 2                | 4                | 1                | 5                | 237              | 4                |
| 2008  | Światowy Finał Formuły BMW     | EuroInternational          | 1                | 0                | 0                | 0                | 0                | N/A              | 4                |
| 2008  | Amerykańska Formuła BMW        | Euro Junior Team           | 6                | 1                | 0                | 0                | 3                | 54               | NS†              |
| 2009  | Europejska Formuła BMW         | EuroInternational          | 16               | 1                | 0                | 0                | 7                | 288              | 2                |
| 2010  | Formuła 3 Euroseries           | Prema Powerteam            | 18               | 1                | 1                | 4                | 3                | 35               | 8                |
| 2010  | Seria GP3                      | Tech 1 Racing              | 10               | 0                | 0                | 0                | 1                | 10               | 14               |
| 2010  | Brytyjska Formuła 3            | Prema Powerteam            | 3                | 1                | 0                | 2                | 2                | N/A              | NS†              |
| 2010  | Masters of Formula 3           | Prema Powerteam            | 1                | 0                | 0                | 0                | 0                | N/A              | 16               |
| 2010  | Grand Prix Makau               | Prema Powerteam            | 1                | 0                | 0                | 0                | 0                | N/A              | NS               |
| 2011  | Formuła 3 Euroseries           | Prema Powerteam            | 18               | 5                | 4                | 3                | 14               | 280              | 3                |
| 2011  | Formula 3 International Trophy | Prema Powerteam            | 8                | 1                | 0                | 0                | 2                | 72               | 3                |
| 2011  | Masters of Formula 3           | Prema Powerteam            | 1                | 0                | 0                | 0                | 0                | N/A              | NS               |
| 2011  | Grand Prix Makau               | Prema Powerteam            | 1                | 1                | 0                | 0                | 1                | N/A              | 1                |
| 2012  | Formuła 3 Euroseries           | Prema Powerteam            | 24               | 5                | 5                | 6                | 6                | 240              | 1                |
| 2012  | Europejska Formuła 3           | Prema Powerteam            | 20               | 5                | 5                | 5                | 5                | 252              | 1                |
| 2012  | Masters of Formula 3           | Prema Powerteam            | 1                | 1                | 1                | 1                | 1                | N/A              | 1                |
| 2012  | Grand Prix Makau               | Prema Powerteam            | 1                | 1                | 0                | 0                | 1                | N/A              | 3                |
| 2013  | DTM                            | Mücke Motorsport           | 10               | 0                | 0                | 0                | 0                | 21               | 16               |
| 2013  | Formuła 1                      | Williams F1 Team           | Kierowca testowy | Kierowca testowy | Kierowca testowy | Kierowca testowy | Kierowca testowy | Kierowca testowy | Kierowca testowy |
| 2014  | Formuła 1                      | Sahara Force India F1 Team | Kierowca testowy | Kierowca testowy | Kierowca testowy | Kierowca testowy | Kierowca testowy | Kierowca testowy | Kierowca testowy |
| 2014  | DTM                            | Mücke Motorsport           | 10               | 0                | 0                | 0                | 0                | 22               | 18               |

- † – Juncadella nie był liczony do klasyfikacji.

## Wyniki w GP3
| Legenda oznaczeń w tabelach wyników Wyświetl szablon na nowej stronie | Legenda oznaczeń w tabelach wyników Wyświetl szablon na nowej stronie                                                                     |
| Oznaczenie                                                            | Wyjaśnienie |
| --------------------------------------------------------------------- | --- |
| Złoty                                                                 | Zwycięzca lub mistrzostwo |
| Srebrny                                                               | 2. miejsce lub wicemistrzostwo |
| Brązowy                                                               | 3. miejsce lub II wicemistrzostwo |
| Zielony                                                               | Ukończył, punktował (w klasyfikacji generalnej, gdy zdobył co najmniej jeden punkt na przestrzeni sezonu, poza trzema powyższymi opcjami) |
| Niebieski                                                             | Ukończył, nie punktował (w klasyfikacji generalnej, gdy nie zdobył co najmniej jednego punktu na przestrzeni sezonu)                      |
| Czerwony                                                              | Nie zakwalifikował się (NZ) |
| Czerwony                                                              | Nie prekwalifikował się (NPK) |
| Różowy                                                                | Nie ukończył (NU) |
| Różowy                                                                | Niesklasyfikowany (NS) (w klasyfikacji generalnej, gdy nie został sklasyfikowany w żadnym wyścigu sezonu)                                 |
| Czarny                                                                | Zdyskwalifikowany (DK) |
| Czarny                                                                | Wykluczony (WYK/EX) |
| Biały                                                                 | Nie wystartował (NW) |
| Biały                                                                 | Kontuzjowany (K/INJ) |
| Biały                                                                 | Wyścig odwołany (OD/C) |
| Bez koloru                                                            | Został wycofany (WYC/WD) |
| Bez koloru                                                            | Nie przybył (NP/DNA) |
| Bez koloru                                                            | Nie brał udziału w treningach (NT/DNP) |
| Bez koloru                                                            | Nie został zgłoszony (–) |
| Pogrubienie                                                           | Start z pole position |
| Kursywa                                                               | Najszybsze okrążenie wyścigu |
| †                                                                     | Nie ukończył, ale jego rezultat został zaliczony ze względu na przejechanie więcej niż 90% dystansu wyścigu.                              |
| *                                                                     | Sezon w trakcie |
| 1/2/3                                                                 | Punktowana pozycja w sprincie kwalifikacyjnym                                                                                             |
| Lista systemów punktacji Formuły 1                                    | |

| Rok  | Zespół        | Wyniki w poszczególnych eliminacjach | Wyniki w poszczególnych eliminacjach | Wyniki w poszczególnych eliminacjach | Wyniki w poszczególnych eliminacjach | Wyniki w poszczególnych eliminacjach | Wyniki w poszczególnych eliminacjach | Wyniki w poszczególnych eliminacjach | Wyniki w poszczególnych eliminacjach | Wyniki w poszczególnych eliminacjach | Wyniki w poszczególnych eliminacjach | Wyniki w poszczególnych eliminacjach | Wyniki w poszczególnych eliminacjach | Wyniki w poszczególnych eliminacjach | Wyniki w poszczególnych eliminacjach | Wyniki w poszczególnych eliminacjach | Wyniki w poszczególnych eliminacjach | Punkty | Pozycja |
| ---- | ------------- | ------------------------------------ | ------------------------------------ | ------------------------------------ | ------------------------------------ | ------------------------------------ | ------------------------------------ | ------------------------------------ | ------------------------------------ | ------------------------------------ | ------------------------------------ | ------------------------------------ | ------------------------------------ | ------------------------------------ | ------------------------------------ | ------------------------------------ | ------------------------------------ | ------ | ------- |
| 2010 | Tech 1 Racing | ESP                                  | ESP                                  | TUR                                  | TUR                                  | VAL                                  | VAL                                  | GBR                                  | GBR                                  | DEU                                  | DEU                                  | HUN                                  | HUN                                  | BEL                                  | BEL                                  | ITA                                  | ITA                                  | 10     | 14      |
| 2010 | Tech 1 Racing | 11                                   | 11                                   | –                                    | –                                    | –                                    | –                                    | NU                                   | NU                                   | 8                                    | 2                                    | –                                    | –                                    | 5                                    | DK                                   | 22                                   | NU                                   | 10     | 14      |